# Copelatus spangleri
Copelatus spangleri är en skalbaggsart som beskrevs av Vazirani 1974. Copelatus spangleri ingår i släktet Copelatus och familjen dykare. Inga underarter finns listade i Catalogue of Life.